# Aardbeving Shaanxi 1556

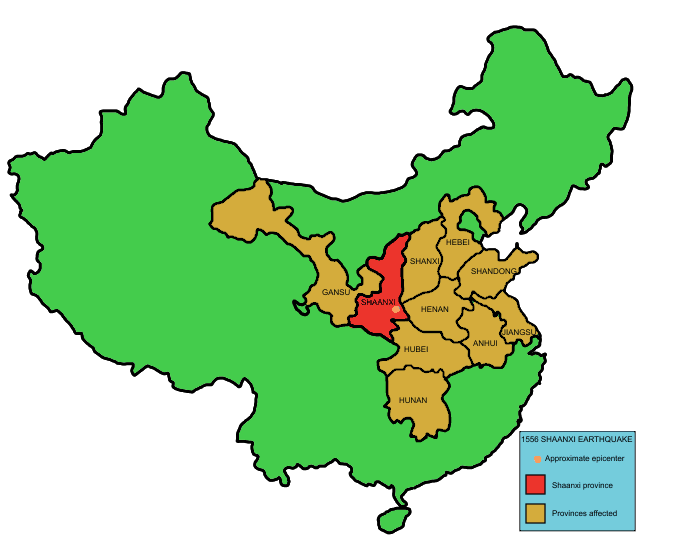
Kaart van China met aanduiding van de Shaanxi provincie (rood) en de andere provincies getroffen door de aardbeving (oranje)

De Aardbeving van Shaanxi of Hua County-aardbeving is de dodelijkste aardbeving ooit genoteerd met een geschatte 830.000 slachtoffers. De beving deed zich voor in de ochtend van 23 januari 1556 in Shaanxi, China. Meer dan 97 districten in de provincies Shaanxi, Shanxi, Henan, Gansu, Hebei, Shandong, Hubei, Hunan, Jiangsu en Anhui werden getroffen. Een gebied van 830 kilometer breed werd verwoest en in sommige districten werd 69% van de bevolking gedood. Het grootste deel van de bevolking woonde in die tijd in kunstmatige grotten in de löss-kliffen, waarvan de meeste instortten tijdens de ramp.

## De aardbeving

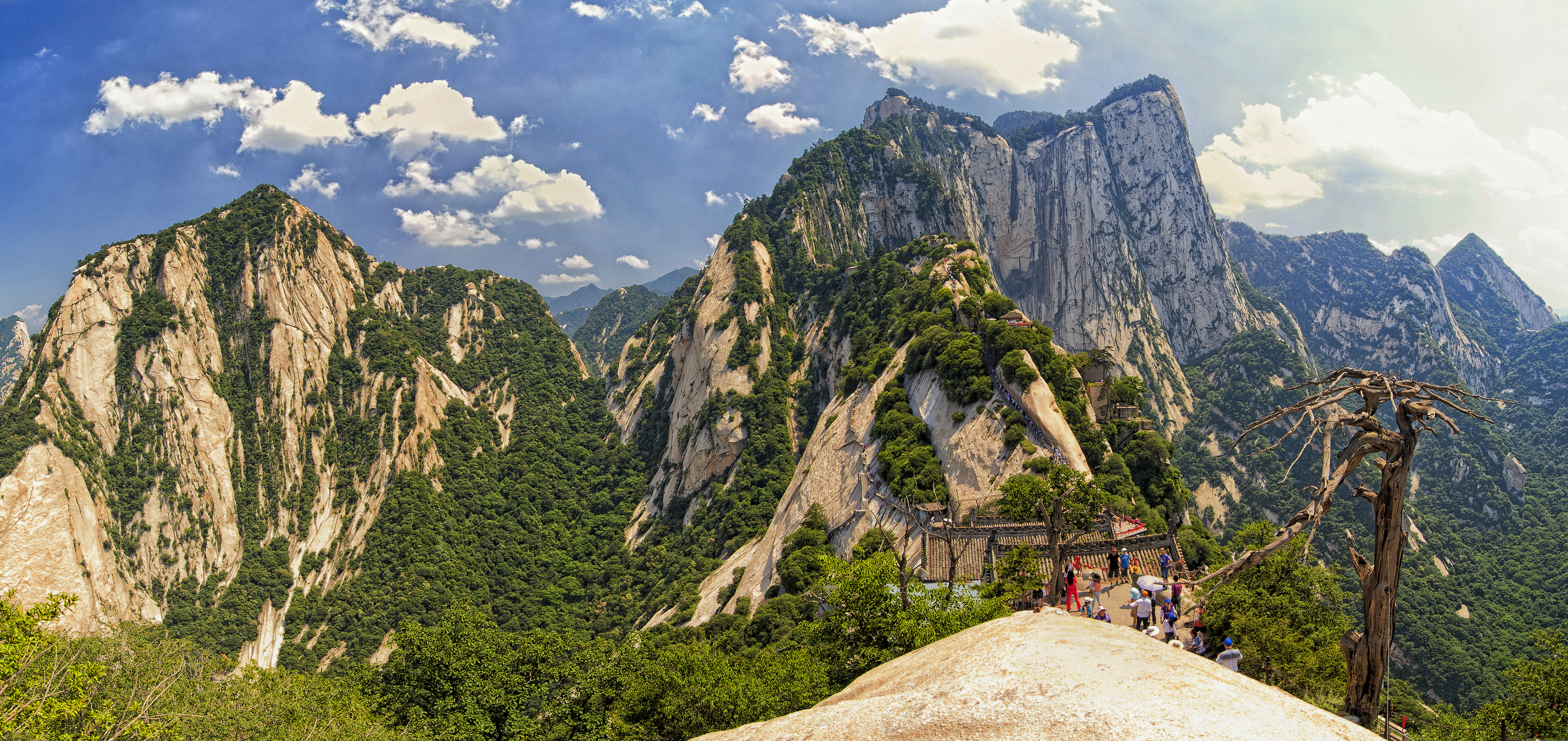
Hua Shan

De aardbeving gebeurde in de regeerperiode van keizer Jiajing tijdens de Ming-dynastie.
Moderne schattingen, gebaseerd op geologische data, geven de aardbeving een magnitude van ongeveer 8 op de momentmagnitudeschaal. Terwijl het een van de dodelijkste aardbevingen was en de op vier na dodelijkste natuurramp in de geschiedenis, waren er aardbevingen met grotere magnitudes. Naschokken werden meerdere malen per maand gedurende een half jaar gevoeld. Het epicentrum lag in het district Hua nabij Hua Shan in Shaanxi (34,5° noorderbreedte en 109,7° oosterlengte).
In de annalen van China werd het als volgt beschreven:
"In de winter van 1556 AD, gebeurde een catastrofale aardbeving in de provincies Shanxi en Shaanxi. In onze Hua County gebeurden vele onfortuinlijkheden. Bergen en rivieren veranderden van plaats en wegen werden vernietigd. In sommige plaatsen steeg de grond op en vormde nieuwe heuvels, of zakte abrupt weg en vormde nieuwe valleien. In andere gebieden ontsprongen bronnen of brak de grond en nieuwe verzakkingen (gullies) verschenen. Hutten, officiële gebouwen, tempels en stadswallen stortten plots in."
De aardbeving vernielde vele van de Stelen van Stele Woud. Van de 114 Kaicheng Stone Classics braken er 40 tijdens de aardbeving.
De geleerde Qin Keda overleefde de aardbeving en noteerde de details ervan. Zijn conclusies van deze aardbeving waren onder andere bij het vroege begin van de aardbeving kunnen mensen best binnen blijven en niet onmiddellijk naar buiten vluchten. Hurk en wacht op een kans. Zelfs als het nest instort kunnen sommige eieren erin intact blijven. Dit kan een indicatie zijn dat vele mensen werden gedood terwijl ze probeerden te vluchten, terwijl sommigen, die binnen bleven overleefden.
De beving reduceerde de hoogte van de Kleine Wilde Gans Pagode in Xi'an van 45 meter naar 43,4 meter.

## Löss-grotten

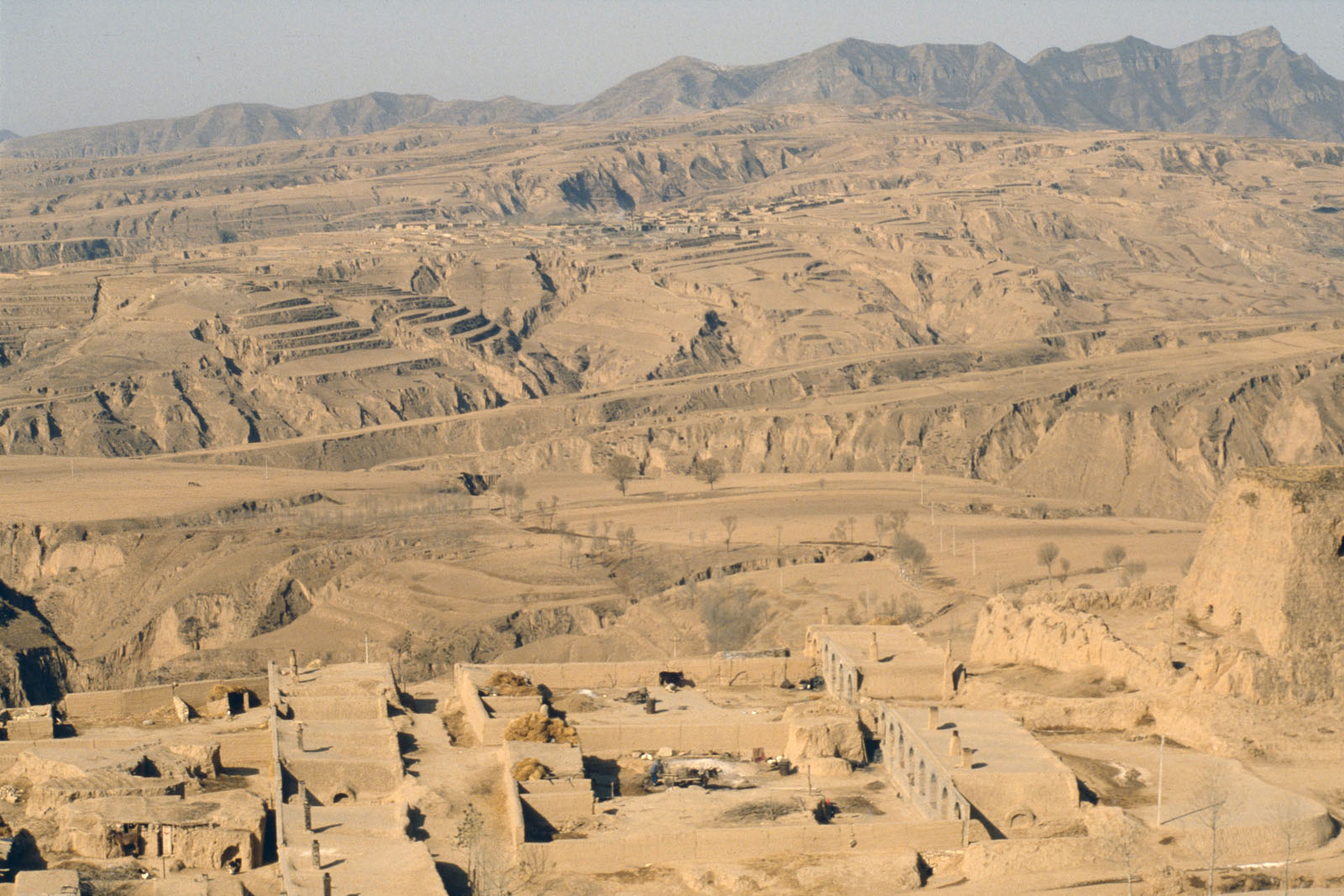
Het lösslandschap

In die tijd leefden miljoenen mensen in kunstmatige löss-grotten tegen hoge kliffen in het gebied. Löss is de naam van de grond die de stormen over de eeuwen heen neerzetten op het plateau. De zachte löss-klei heeft zich gedurende miljoenen jaren kunnen vormen door de wind die silt meevoerde van de Gobiwoestijn naar het gebied. Löss is zeer erosie-gevoelige grond die zeer gevoelig is voor de kracht van weer en wind. Het Chinese Lössplateau dekt bijna de gehele provincies Shanxi, Shaanxi, Gansu en deels enkele andere. Het grootste deel van de bevolking woonde in huizen in de klif, yaodong genoemd. Dit was de belangrijkste factor van het hoge dodental; de aardbeving veroorzaakte aardverschuivingen die de grotten vernielden.

## Schade
De schade door de aardbeving is bijna onmogelijk in te schatten naar moderne normen - een hele regio van China werd vernietigd en een geschatte 60% van de bevolking van de regio weggevaagd.

## Referentie
- Annals of China aangehaald vanaf p.100 van 30 Years' Review of China's Science and Technology, 1949-79